# Leptogorgia lütkeni
Leptogorgia lütkeni är en korallart som först beskrevs av Wright och Studer 1889.  Leptogorgia lütkeni ingår i släktet Leptogorgia och familjen Gorgoniidae. Inga underarter finns listade i Catalogue of Life.